# Ben McCain

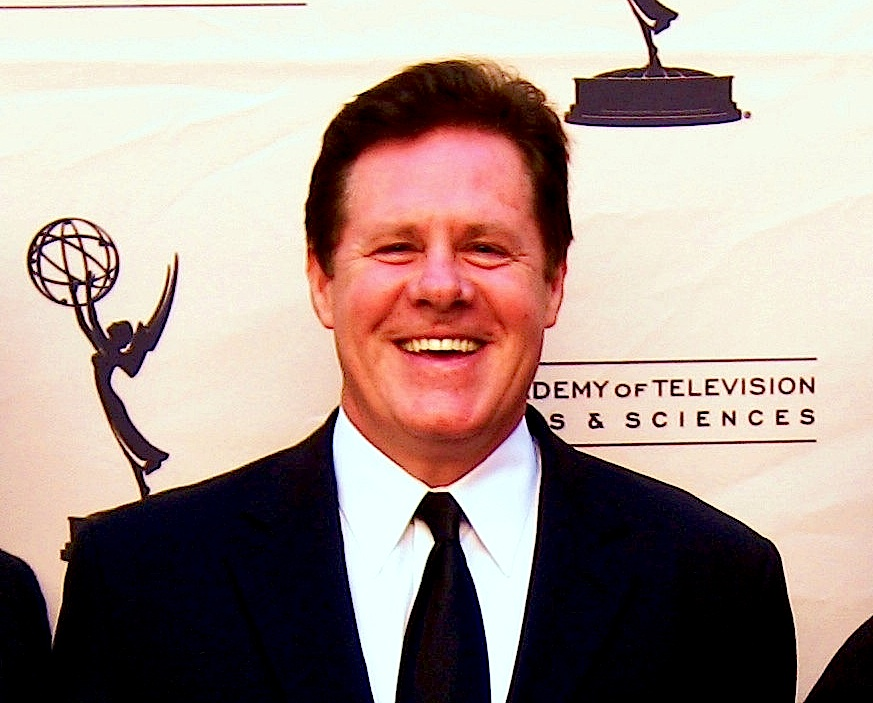
Ben McCain (2010)

Ben Leslie McCain (* 25. Juni 1955 in Muleshoe, Texas) ist ein US-amerikanischer Fernsehmoderator, Schauspieler, Filmproduzent, Sänger und Songwriter.

## Leben
McCain wurde am 25. Juni 1955 in Muleshoe geboren und wuchs auf einer Farm in der Nähe der Ortschaft Bovina im Parmer County auf. Er machte seinen Abschluss an der dortigen Bovina High School und besuchte anschließend das South Plains College in Levelland. Er studierte an der West Texas A&M University in Canyon. Von 1981 bis 1994 arbeitete er gemeinsam mit seinem jüngeren Bruder Butch McCain bei NBC affiliate KTVY. Gemeinsam sind sie in der Musikgruppe The McCain Brothers tätig.
Ende der 1980er Jahre erhielt er erste Rollenangebote als Nebendarsteller im Film Das Kansas-Komplott und zusätzlich Anfang der 1990er Jahre Rollen in den Fernsehserien Loving, General Hospital und Superman – Die Abenteuer von Lois & Clark. Seine größte Serienrolle hatte er 2001 in 15 Episoden der Fernsehserie Black Scorpion als Don MacDonald. Gemeinsam mit seinem Bruder war er 2008 für die Produktion des Films Killer Tumbleweeds zu ständig. Außerdem übernahmen beide die Hauptrollen in dem Film.

## Filmografie (Auswahl)

### Schauspiel
- 1988: Das Kansas-Komplott (Dark Before Dawn)
- 1989: Loving (Fernsehserie)
- 1993: General Hospital (Fernsehserie)
- 1995–1997: Superman – Die Abenteuer von Lois & Clark (Lois & Clark: The New Adventures of Superman, Fernsehserie, 8 Episoden, verschiedene Rollen)
- 1996: Bud & Doyle: Total bio. Garantiert schädlich. (Bio–Dome)
- 1996: Das Grauen aus der Tiefe (Humanoids from the Deep, Fernsehfilm)
- 1997: Midnight Blue
- 1997: Mayday im Pazifik – Urlaub in der blauen Hölle (Two Came Back, Fernsehfilm)
- 1997: Born Bad
- 1997: Außer Kontrolle (Click, Miniserie, Episode 1x06)
- 1998: Pretender (Fernsehserie, Episode 2x07)
- 1998: Outside Ozona
- 1998: Under the Legs of Clouds
- 1998: Field Trip (Fernsehserie, Episode 2x13)
- 1999: Sex Monster (The Sex Monster)
- 2000: Martial Law – Der Karate-Cop (Martial Law, Fernsehserie, Episode 2x22)
- 2000: Arrest & Trial (Fernsehdokuserie)
- 2001: Skippy
- 2001: Rubbernecking
- 2001: Fire & Ice (Fernsehfilm)
- 2001: Black Scorpion (Fernsehserie, 15 Episoden)
- 2001: The Tonight Show with Jay Leno (Fernsehshow, Episode 9x224)
- 2002: Don’t Let Go
- 2005: Katie Bird – Die Geburt eines Monsters (KatieBird *Certifiable Crazy Person)
- 2005: Blood Deep
- 2007: My Name Is Bruce
- 2007: Stall 60 on the Sunset Strip (Kurzfilm)
- 2008: Dragonlance – Dragons of Autumn Twilight (Stimme)
- 2008: Killer Tumbleweeds
- 2010: Leave It on the Court
- 2010: Love Chronicles: Secrets Revealed
- 2011: Fresh Starts 4 Stale People
- 2012: The Amazing Adventures of the Living Corpse (Stimme)
- 2013: In Vacuo (Kurzfilm)
- 2013: Julian
- 2016: House of Cards (Fernsehserie, Episode 4x13)
- 2018: Call for Fire
- 2019: Dead End

### Produktion
- 2006: SoCal News (Fernsehserie)
- 2008: Killer Tumbleweeds
- 2013: Justin America (Kurzfilm)